# Brother's Keeper (software)
Brother's Keeper is genealogiesoftware voor Windows, voor het verwerken, opslaan en uitvoeren van stamboomgegevens. De eerste versie dateert uit 1988. De huidige versie ondersteunt meerdere talen, waaronder het Nederlands.
Het programma maakt gebruikt van tabbladen. Het bewerkscherm begint met de gebeurtenissen/feiten, behorend bij een persoon of echtpaar. Bij elk vastgelegd feit kan een datum, een locatie/omschrijving en de bron van de gegevens worden vastgelegd. Een specifieke bron wordt eenmaal vastgelegd en kan daarna aan meerdere feiten worden gekoppeld.
De informatie kan worden geïmporteerd en geëxporteerd in het GEDCOM formaat, tevens zijn een groot aantal standaard verslagen en rapporten beschikbaar.